# Eliza McCardle Johnsonová
Eliza McCardle Johnsonová (4. října 1810, Greeneville, Tennessee – 15. ledna 1876 tamtéž) byla manželkou 17. prezidenta USA Andrewa Johnsona a v letech 1865 až 1869 byla první dáma USA.
Narodila se jako jediné dítě obuvníka John McCardle a jeho ženy Sarah, rozené Phillipsové. Její otec zemřel za jejího mládí, takže Elizu vychovávala jenom její ovdovělá matka. K jejímu seznámení s budoucím manželem, Andrewem Johnsonem došlo v září 1826 a 17. května 1827 si tehdy šestnáciletá Eliza vzala o dva roky staršího Andrewa. Jejich obřad vedl Mordecai Lincoln, vzdálený příbuzný Abrahama Lincolna, budoucího 16. amerického prezidenta.
Podporovala svého manžela v jeho politických ambicích, ale snažila se vyhýbat veřejným vystoupením. Po zvolení Andrewa Johnsona americkým prezidentem se k němu připojila do Bílého domu, ale povinnosti první dámy kvůli špatnému zdraví způsobenému tuberkulózou nevykonávala, jako oficiální hostitelka působila její dcera Martha Johnsonová Pattersonová. Jako První dáma se Eliza Johnsonová objevila jenom při dvou příležitostech – při recepci s havajskou královnou Emmou v roce 1866 a na narozeninové oslavě prezidenta v roce 1867. Zemřela na tuberkulózu, kterou dlouhodobě trpěla, svého manžela přežila o pět a půl měsíce.